# Villamartín de Campos
Villamartín de Campos es un municipio y localidad española situada en la comarca de Tierra de Campos, en el suroeste de la provincia de Palencia, comunidad autónoma de Castilla y León. Compone una de las Cinco Villas de la laguna de La Nava.

## Toponimia
El topónimo de Villamartín de Campos proviene de la aglutinación de la locución latina Villa, en sentido de quinta o granja de grandes dimensiones, seguida del nombre o apellido Martín o Martinus, referente a los fundadores de localidad. El anexo «de Campos» corresponde a su ubicación en la Tierra de Campos. Por ello vendría a significar la villa o quinta de los Martín en la Tierra de Campos.
El ayuntamiento está conformado por la propia localidad de Villamartín, así como por la vecina villa de Revilla de Campos.  

## Geografía
Villamartín se encuentra enclavado en plena comarca de Tierra de Campos a 12 km de la Capital (Palencia), en dirección León y justo en el cruce de la carretera N-610 con la C-612 a Medina de Rioseco (provincia de Valladolid). Al norte limita con los municipios de Grijota, Villaumbrales y Becerril de Campos, al oeste con Mazariegos y Baquerín de Campos, al sur con Pedraza de Campos y al este con Autilla del Pino.
El término municipal de Villamartín de Campos cuenta con la siguiente pedanía: 
- Revilla de Campos.
- Laroá. Desaparecido, probablemente estaba enclavado en las coordenadas 42°1′10.88″ N 4°41′55.72″ O, situado entre el arroyo del Zanquillo al norte y rodeada por el arroyo de la Codorniz.[2]

## Historia

### Edad Media
Villamartín de Campos es habitualmente confundida en la historiografía con la homónima localidad precedente, correspondiente al antiguo hospital de Villamartín (Carrión de los Condes) fundado por Tello Pérez de Meneses a favor de la Orden de Santiago en 1196. Este hospital de peregrinos continuó siendo beneficiado por la descendencia del fundador, incluyendo a su hijo Alfonso Téllez, I señor de Albuquerque, como al hijo de éste, Martín Alfonso, señor de Villerías, Valoria y Frechilla. Hijo de Martín Alfonso fue Alfonso Martínez (o Martín), citado en el Libro Becerro de las Behetrías como señor de Revilla de Campos junto al palentino Diego del Corral en 1352. En 1353 consta la primera referencia a la fundación de este segundo Villamartín por parte de uno de los Martinus (posiblemente Alfonso), seguido de la adquisición de algunas tierras en la zona a los condes de Osorno. Sin ostentar jamás el señorío jurisdiccional sobre la localidad (reservada al obispo palentino), los Martín procedieron a desarrollar la nueva villa próxima a su señorío (luego vendido a los Villegas), conformada por sus casas principales, iglesia, granjas, pósito y casas de la Inquisición. Las referencias a un hospital de peregrinos corresponden probablemente al hospital homónimo ya mencionado. Con el tiempo, la localidad aumentó su población elevándose su iglesia a parroquia, además de fungir como centro inquisitorial de la comarca.

### Edad Moderna
Durante el reinado de Carlos I, durante la Guerra de las Comunidades de Castilla, Villamartín, Grijota, Mazariegos y Villaumbrales se posicionaron a favor de la parte comunera, lo que les causó grandes inconvenientes tras su derrota, debiendo apelar colectivamente al perdón real. Consecuencia de ello, Carlos I separó Villamartín de la jurisdicción señorial del obispo de Palencia (al igual que otras villas de la comarca de Campos), otorgándole autonomía concejil a través de un cabildo propio. Pocos años después, Felipe II vendió el señorío a Jerónimo López de Milla, de Medina de Rioseco. Tan solo en el siglo XVIII los Martín vieron nuevamente reconocido su mayorazgo sobre la villa.

## Demografía

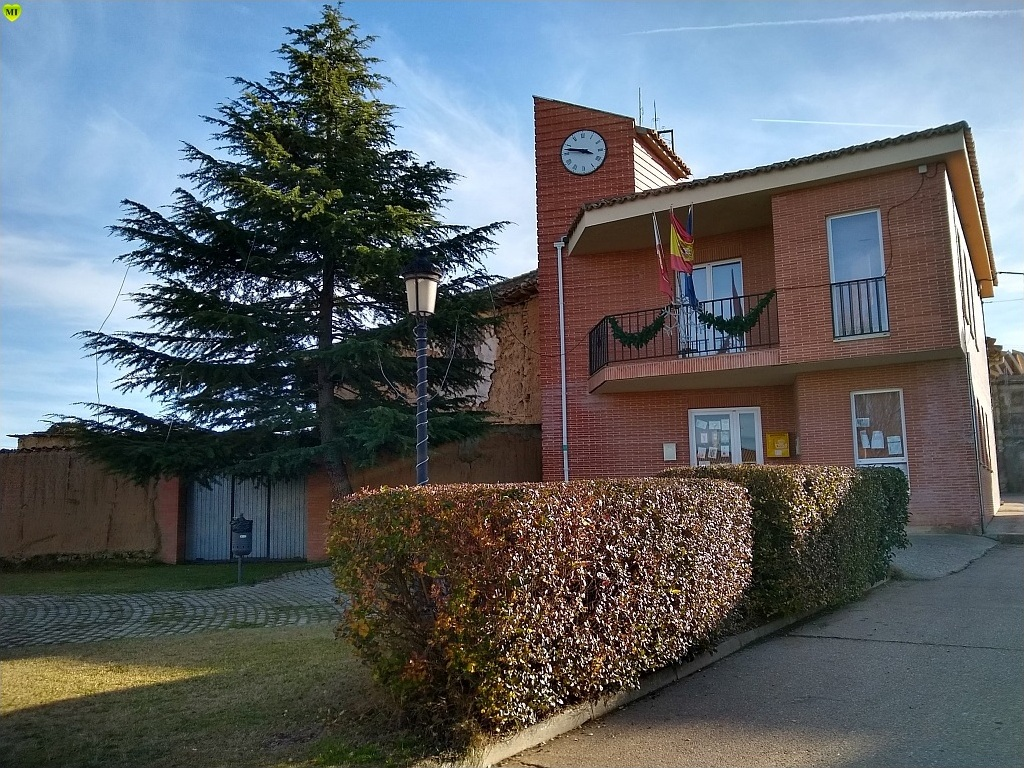
Casa consistorial

Cuenta con una población de 170 habitantes (INE 2024).
| Gráfica de evolución demográfica de Villamartín de Campos entre 1842 y 2021 |
| |
| Población de derecho según los censos de población del INE Población de hecho según los censos de población del INEEntre el censo de 1981 y el anterior, crece el término del municipio porque incorpora a 34153 (Revilla de Campos) |

## Economía
La localidad está experimentando un crecimiento moderado con la implantación de industrias tales como una fábrica de patés, taller de restauración de muebles antiguos, factoría y oficinas de importación, distribución, reparación y fabricación de maquinaria agrícola.

## Cultura

### Patrimonio

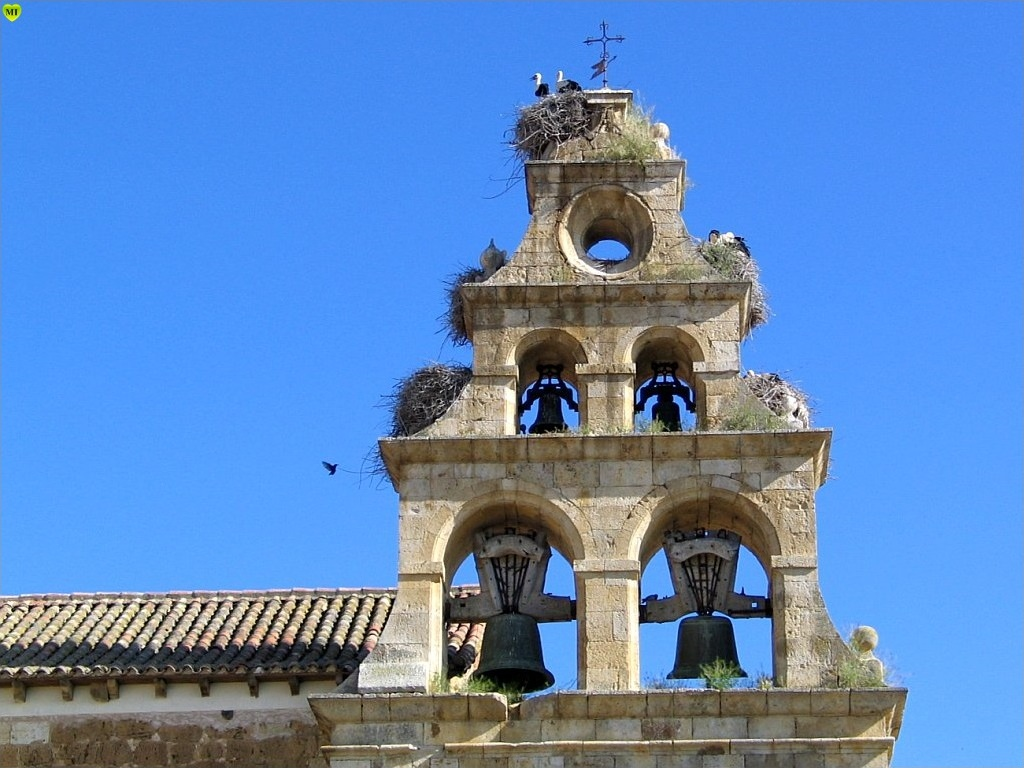
Detalle de la espadaña de la iglesia de San Salvador

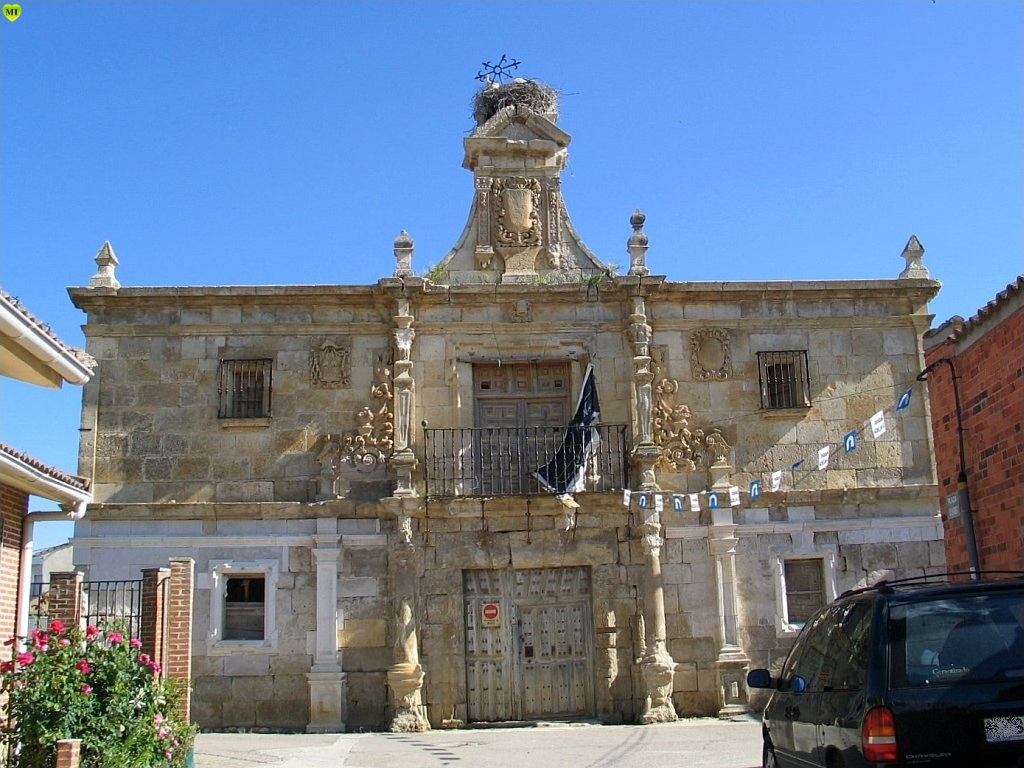
Palacio de los Martín

- Iglesia de El Salvador: aunque el origen del templo se remonta al siglo XV, en el XVIII se derribó para construirse el actual. De una nave con bóvedas de arista y lunetas, en el exterior destaca su espadaña de piedra con un escudo. En el interior son notables su retablo neoclásico del XVIII en el lado del Evangelio y el también neoclásico retablo mayor. En el lado de la Epístola, retablo neoclásico con una buena escultura de San Francisco.
- Palacio de los Martín: palacio hidalgo de la familia Martín, que conserva una bella fachada rococó del siglo XVIII. El complejo fundacional del siglo XIV, encabezado por las casas principales de los fundadores (Palacios de los Martín), fue transformado en el siglo XVIII a través de la construcción del Palacio del Obispo, iniciado por Felipe Martín y Ovejero, obispo-conde de Oviedo. Los blasones de la fachada corresponden al linaje de los Díaz de Quijada, posteriores sucesores del mayorazgo, mientras que los correspondientes a los Martín (descritos como los mejores de toda la provincia)[1] se encuentran colocados en un muro adyacente,[1] según se comprueba en su coincidencia con los de otra rama del linaje establecida en Mazariegos.[11]
- Palomares típicos castellanos.

### Fiestas
- Fiesta de El Salvador, que se celebran el 6 de agosto, en plena época veraniega, donde el pueblo ve aumentada su población con numerosos veraneantes descendientes del pueblo. Asimismo, el 13 de junio se celebran las fiestas patronales de San Antonio de Padua amenizadas por un grupo de danza local que es tradición del pueblo, formado por niños y jóvenes del propio pueblo que se desplazan durante toda la festividad acompañando a San Antonio con sus danzas de Paloteo.[12]

### Horseball
Es la sede de la selección de Castilla y León de horseball y tiene varios jugadores que han formado parte de la selección española:
- Santiago Arango: campeonato de Europa 2006.
- Hugo de Prado: campeonato de Europa 2007 y cto del mundo 2008.
- Laureana de Prado: campeonato de Europa femenino 2007, 2008 y 2010.
- Lucía de Prado: campeonato de Europa sub-16 2009 y femenino 2012.
- Marian de Prado: campeonato de Europa 2010, 2012 y 2013.

El horseball de Villamartín de Campos posee en su haber varias medallas de Campeonatos de España desde 2005, tanto en categoría adultos como en cadetes.